# Greenstone Digital Library
Greenstone Digital Library – zbiór programów służących do tworzenia oraz publikowania bibliotek cyfrowych. Stworzona biblioteka może być zachowana na CD-ROM-ie, bądź udostępniana przez Internet. Greenstone został stworzony w ramach projektu New Zealand Digital Library Project Uniwersytetu Waikato (Hamilton, Nowa Zelandia) we współpracy z UNESCO oraz Human Info NGO.
Jest to projekt typu open source, rozpowszechniany na licencji GNU GPL i posiadający wielojęzyczny interfejs. Pełna dokumentacja i tłumaczenia interfejsu dostępne są w języku angielskim, francuskim hiszpańskim, rosyjskim oraz kazachskim. Dostępne są też inne częściowe tłumaczenia interfejsu (pochodzące ze starszych wersji oprogramowania), w tym dla języka polskiego.